# Ante Kordić
Ante Kordić (* 26. Januar 1992 in Split) ist ein kroatischer Fußballspieler.

## Karriere
Kordić spielte bis 2012 beim NK Uskok. Zur Saison 2012/13 wechselte er zum Zweitligisten NK Mosor Žrnovnica. In jener Spielzeit kam er zu 28 Einsätzen für Mosor in der 2. HNL, in denen er vier Tore erzielte. Zu Saisonende stieg er mit dem Verein aus der zweithöchsten Spielklasse ab, nachdem die Liga von 16 auf zwölf Vereine verkleinert worden war. Zur Saison 2015/16 schloss er sich dem NK Solin an.
Im Januar 2016 wechselte er nach Österreich zum Regionalligisten Deutschlandsberger SC. In eineinhalb Jahren beim DSC kam er zu 42 Einsätzen in der Regionalliga, in denen er 14 Tore erzielte. Zur Saison 2017/18 kehrte er nach Kroatien zurück und wechselte zum Erstligisten Cibalia Vinkovci. Sein Debüt in der 1. HNL gab er im Juli 2017, als er am dritten Spieltag jener Saison gegen Hajduk Split in der 61. Minute für Marko Dabro eingewechselt wurde. Im November 2017 erzielte er bei einer 4:1-Niederlage gegen den NK Istra 1961 sein erstes Tor in der 1. HNL. Bis Saisonende kam er zu 26 Erstligaeinsätzen für Cibalia, in denen er drei Tore erzielte. Mit dem Verein stieg er am Saisonende aber als Tabellenletzter in die 2. HNL ab.
Daraufhin wechselte Kordić zur Saison 2018/19 nach Slowenien zum Erstligisten NK Krško. Für Krško absolvierte er 22 Spiele in der 1. SNL, in denen er drei Tore erzielte. Mit dem Verein stieg er zu Saisonende aber als Tabellenletzter aus der 1. SNL ab. Zur Saison 2019/20 wechselte er wieder zurück nach Kroatien, wo er sich dem Zweitligisten NK Dugopolje anschloss, für den er bis zum Saisonabbruch zu elf Einsätzen in der 2. HNL kam. Im Januar 2020 absolvierte er ein erfolgloses Probetraining beim österreichischen Zweitligisten Grazer AK.